# (1074) Beljawskya
(1074) Beljawskya es un asteroide perteneciente al cinturón de asteroides descubierto el 26 de enero de 1925 por Serguéi Ivánovich Beliavski desde el observatorio de Simeiz en Crimea.
Está nombrado en honor del descubridor.
Beljawskya forma parte de la familia asteroidal de Temis.